# Friedrich Wilhelm Hagen
Friedrich Wilhelm Hagen, född 1814, död 1888, var en tysk psykiater.
Friedrich Wilhelm Hagen blev 1859 chef för sinnessjukhuset i Erlangen och professor där. Han utgav bland annat Die Sinnestäuchungen (1837), Psychologische Untersuchungen (1847) och Statistische Untersuchungen über Geisteskrankheiten (1876).